# 内田伸子
内田 伸子（うちだ のぶこ、1946年1月1日 - ）は、日本の心理学者（発達心理学・認知心理学）。学位は学術博士（お茶の水女子大学・1991年）。お茶の水女子大学名誉教授。環太平洋大学教授。文化功労者。
一橋大学社会学部助手、お茶の水女子大学文教育学部教授、お茶の水女子大学大学院人間文化研究科教授、お茶の水女子大学副学長、お茶の水女子大学大学院人間文化創成科学研究科教授、十文字学園女子大学特任教授、国立大学法人筑波大学監事、学校法人十文字学園理事などを歴任した。

## 概要
群馬県出身の発達心理学や認知心理学を専攻する心理学者である。1991年にお茶の水女子大学より学術博士の学位を授与された。2019年には文化庁長官表彰を授与されている。2021年には文化功労者として顕彰された。一橋大学、お茶の水女子大学、十文字学園女子大学で教鞭を執った。また、筑波大学の客員教授なども兼任していた。そのほか、筑波大学を設置する国立大学法人で常勤の監事を務め、十文字学園女子大学を設置する学校法人の理事も務めていた。2023年、瑞宝重光章受章。

## 略歴
- 1946年 群馬県利根郡（現在の沼田市）に生まれる。
- 1964年 群馬県立沼田女子高等学校卒業。
- 1968年 お茶の水女子大学文教育学部教育学科卒業。
- 1970年 お茶の水女子大学大学院人文科学研究科修士課程修了。一橋大学社会学部助手。
- 1976年 お茶の水女子大学文教育学部専任講師。
- 1980年 お茶の水女子大学文教育学部助教授。
- 1990年 お茶の水女子大学文教育学部教授。
- 1998年 お茶の水女子大学大学院人間文化研究科教授。
- 2005年～2008年 お茶の水女子大学副学長。
- 2009年 お茶の水女子大学大学院人間文化創成科学研究科教授
- 2011年 お茶の水女子大学客員教授・名誉教授、十文字学園女子大学特任教授
- 2012年 筑波大学常勤監事
- 2019年 環太平洋大学教授[2]

## 著作
- 『ごっこからファンタジーへ: 子どもの想像世界』（新曜社、1986年）ISBN 478850233X
- 『幼児心理学への招待 : 子どもの世界づくり (新心理学ライブラリ サイエンス社, 1989.12
- 『想像力の発達: 創造的想像のメカニズム』（サイエンス社、1990年）ISBN 478190601X
- 『子どもの文章: 書くこと考えること』（東京大学出版会、1990年）
- 『想像力 創造の泉をさぐる』(講談社現代新書) 1994.9
- 『もう、赤ちゃんじゃないもん! 2才からのこころとしつけ』主婦の友社, 1995.10
- 『ことばと学び 響きあい、通いあう中で』(子どもの発達と教育 金子書房, 1996.4
- 『子どものディスコースの発達 物語産出の基礎過程』風間書房, 1996.9
- 『発達心理学: ことばの獲得と教育』（岩波書店、1999年）ISBN 4000260200
- 『1～2歳どうしました? 2』 (Ekuboママシリーズ 講談社, 2000.2
- 『子育てに『もう遅い』はありません』（成美堂出版、2008年）冨山房インターナショナル, 2014.9
- 『子どもは変わる・大人も変わる 児童虐待からの再生』(お茶の水ブックレット  OAA編集会 編. お茶の水学術事業会, 2010.7
- 『発達の心理 ことばの獲得と学び (コンパクト新心理学ライブラリ サイエンス社, 2017.2
- 『子どもの見ている世界 誕生から6歳までの「子育て・親育ち」』春秋社, 2017.5
- 『AIに負けない子育て ことばは子どもの未来を拓く』子どもの未来応援団 企画・編集. ジアース教育新社, 2020.9

### 共編著
- 『新・児童心理学講座 第6巻 言語機能の発達』責任編集 金子書房, 1990.12
- 『ベーシック現代心理学 2  乳幼児の心理学』臼井博、藤崎春代共著 有斐閣, 1991.5
- 『読む書く話すの発達心理学』編著. 放送大学教育振興会, 1994.3
- 『乳幼児を育てる: 妊娠から小学校入学まで』（岡村佳子共著、岩波書店、1995年）ISBN 4000039318
- 『講座生涯発達心理学 第2巻 人生への旅立ち 胎児・乳児・幼児前期』麻生武共責任編集 金子書房, 1995.5
- 『講座生涯発達心理学 第3巻 子ども時代を生きる 幼児から児童へ』南博文共責任編集 金子書房, 1995.6
- 『乳幼児心理学』三宅和夫共著. 放送大学教育振興会, 1997.3
- 『言語発達心理学 読む書く話すの発達』編著. 放送大学教育振興会, 1998.3
- 『まごころの保育 堀合文子のことばと実践に学ぶ』小学館, 1998.8
- 『言語発達心理学: 読む書く話すの発達』（編著、放送大学学術振興会、1998年）
- 『2歳からはじめるよみきかせ絵本 日本の名作 決定版』監修. 講談社, 2002.3
- 『2歳からはじめるよみきかせ絵本 世界の名作 決定版』監修. 講談社, 2002.3
- 『乳幼児心理学』編著. 放送大学教育振興会, 2002.3
- 『発達心理学』編著. 放送大学教育振興会, 2002.3
- 『心理学 こころの不思議を解き明かす』編著. 光生館, 2005.9
- 『発達心理学キーワード』編 (有斐閣双書. Keyword series) 2006.2
- 『誕生から死までのウェルビーイング 老いと死から人間の発達を考える (誕生から死までの人間発達科学 お茶の水女子大学21世紀COEプログラム ; 第1巻) 編著. 金子書房, 2006.4
- 『リスク社会を生き抜くコミュニケーション力 (誕生から死までの人間発達科学 お茶の水女子大学21世紀COEプログラム 第2巻) 坂元章共編著. 金子書房, 2007.4
- 『発達心理学特論』氏家達夫]共編著. 放送大学教育振興会, 2007.4
- 『よくわかる乳幼児心理学 (やわらかアカデミズム・〈わかる〉シリーズ) 編. ミネルヴァ書房, 2008.1
- 『母と子の読み聞かせ世界のお話120 ママおはなしききたいな』ナツメ社こどもブックス 監修, 2010.11
- 『母と子の読み聞かせ日本のお話120 ママおはなしききたいな』ナツメ社こどもブックス) 監修, 2010.11
- 『虐待をこえて、生きる 負の連鎖を断ち切る力』見上まり子共著. 新曜社, 2010.4
- 『子どもの暮らしの安全・安心～命の教育へ』1-2 袖井孝子共編. 金子書房, 2010.5
- 『佐藤学内田伸子大津由紀雄が語ることばの学び、英語の学び』ラボ教育センター 編. ラボ教育センター, 2011.11
- 『「対話」で広がる子どもの学び 授業で論理力を育てる試み』鹿毛雅治,河野順子,熊本大学教育学部附属小学校共著. 明治図書出版, 2012.3
- 『女性のからだとこころ 自分らしく生きるための絆をもとめて』編著. 金子書房, 2012.4
- 『世界の子育て格差 子どもの貧困は超えられるか (お茶の水女子大学グローバルCOEプログラム格差センシティブな人間発達科学の創成 2巻)浜野隆共編. 金子書房, 2012.9
- 『最新心理学事典』藤永保監修, 繁桝算男,杉山憲司共責任編集委員. 平凡社, 2013.12
- 『お母さん知っていますか?子どもの「つまずき」には理由がある! 学習、こころ、友だちの問題をサポート』松木正子,神戸佳子共著. PHP研究所, 2013.8
- 『考える力を育てる元気な男の子のお話 珠玉の100話 (母と子のおやすみまえの小さなお話) 監修. ナツメ社, 2014.12
- 『やさしい思いやりの心をはぐくむ女の子のお話 珠玉の100話 (母と子のおやすみまえの小さなお話) 監修. ナツメ社, 2014.12
- 『0歳からのエデュケア どの子も伸びる保育への誘い』監修, ポピンズ国際乳幼児教育研究所共著. 冨山房インターナショナル, 2015.3
- 『高校生のための心理学講座 こころの不思議を解き明かそう (心理学叢書)日本心理学会 監修,板倉昭二共編. 誠信書房, 2016.2
- 『テ・ファーリキ〈完全翻訳・解説〉 子どもが輝く保育・教育のひみつを探る ニュージーランド乳幼児教育カリキュラム』大橋節子,中原朋生,上田敏丈共監訳・編著, 神代典子 訳. 建帛社, 2021.9